# 费伦茨瓦罗斯TC
費倫斯華路士體育會（匈牙利語：Ferencvárosi Torna Club；FTC），简称之为費倫斯華路士或费伦茨城，是匈牙利最著名的运动俱乐部之一，创建于1899年，俱乐部体育场位于布达佩斯第九区的费伦茨瓦罗斯。球队队色为绿色和白色，吉祥物是老鹰。足球队是俱乐部中最大的组成部分，球迷称呼球队为绿色的老鹰（匈牙利語：Zöld Sasok）。
该队在匈牙利人中非常知名。球队在国内的主要对手是乌伊佩斯特。其他对手包括德布雷辛尼VSC，MTK匈牙利人，基斯佩斯特洪韦德和华萨斯SC。球队的官办杂志叫做100% Fradi。費倫斯華路士还拥有一支女子手球俱乐部，男子冰球俱乐部，男子水球俱乐部和男子自行车俱乐部。

## 歷史
費倫斯華路士参加了从1901年匈牙利足球联赛创建到2006/07赛季的全部赛季的甲级联赛，但是球队由于财政问题在2007赛季前被足协勒令降入第一个级别的乙级联赛中。
費倫斯華路士是现今为止匈牙利唯一的一支闯入欧洲冠军联赛小组赛阶段比赛的俱乐部，在1995年球队在资格赛中击败了安德莱赫特，并且击败了苏黎世草蜢，最终球队被阿贾克斯所淘汰。 
自从1990年代以来，俱乐部一直存在着足球流氓并时常伴随着民族主义，种族歧视和反犹太主义的不良风气。
2006年7月，俱乐部由于持续的财政危机被罚以剥夺参加甲级联赛资格。 这也是俱乐部第一次从顶级联赛降级。
2006-07年，費倫斯華路士青年队赢得了Foyle杯锦标。

## 球隊榮譽
- 匈牙利足球甲級聯賽
  - 冠軍（36 次）¹:  1903, 1905, 1907, 1909, 1910, 1911, 1912, 1913, 1926, 1927, 1928, 1932, 1934, 1938, 1940, 1941, 1949, 1963, 1964, 1967, 1968, 1976, 1981, 1992, 1995, 1996, 2001, 2004, 2016, 2019, 2020, 2021, 2022, 2023, 2024, 2025

- 匈牙利盃
  - 冠军（24 次）¹:  1913, 1922, 1927, 1928, 1933, 1935, 1942, 1943, 1944, 1958, 1972, 1974, 1976, 1978, 1991, 1993, 1994, 1995, 2003, 2004, 2015, 2016, 2017, 2022

- Mitropa Cup
  - 1928, 1937

- 國際城市博覽會盃
  - 1965年 1–0 vs. 祖雲達斯

¹ 夺得次数最多的俱乐部

## 外部連結
- （匈牙利文） Official website （页面存档备份，存于）
- Ferencvárosi Torna Club Forum (In English)
- Fansite （页面存档备份，存于） Hungarian, German
- （英文） Fans of FTC - Videoblog （页面存档备份，存于）
- Ultra Group Site